# Tettau (Opper-Franken)
Tettau is een plaats in de Duitse deelstaat Beieren, en maakt deel uit van het Landkreis Kronach.
Tettau telt 2.022 inwoners.
Tettau ligt in het noordelijk deel van het natuurpark Frankenwald. 
Kronach ·
Küps ·
Ludwigsstadt ·
Marktrodach ·
Mitwitz ·
Nordhalben ·
Pressig ·
Reichenbach ·
Schneckenlohe ·
Steinbach a.Wald ·
Steinwiesen ·
Stockheim ·
Tettau ·
Teuschnitz ·
Tschirn ·
Wallenfels ·
Weißenbrunn ·
Wilhelmsthal